# Грязовецкая волость
Грязовецкая волость — административно-территориальная единица в составе Грязовецкого и Вологодского уездов Вологодской губернии, существовавшая в 1924—1929 годах.

## История
Грязовецкая волость была создана постановлением ВЦИК от 11 февраля 1924 года при укрупнении волостей Вологодской губернии. В её состав вошла территория Грязовца, который стал центром волости, а так же упразднённых Степуринской и Ростиловской волостей.
Постановлением ВЦИК от 7 августа 1924 года Грязовецкий уезд был ликвидирован, а все его волости перешли в подчинение Вологодскому уезду.
Постановлением ВЦИК от 15 июля 1929 года Грязовецкая волость была ликвидирована, её территория вошла в состав Грязовецкого района.